# Mycomya obliqua
Mycomya obliqua är en tvåvingeart som först beskrevs av Thomas Say 1824.  Mycomya obliqua ingår i släktet Mycomya och familjen svampmyggor. Inga underarter finns listade i Catalogue of Life.